# 愛德華·波特·亞歷山大
愛德華·波特·亞歷山大（Edward Porter Alexander，1835年5月26日—1910年4月28日）是南北戰爭期間的邦聯將領，為隆史崔特中將的手下。

## 生平

### 戰前
1835年5月26日 亞歷山大生於佐治亞州的城市華盛頓。1857年於西點軍校畢業。

### 戰時

#### 內戰之始
1861年，亞歷山大加入維吉尼亞州的邦聯軍隊。在第一次馬納沙斯之役中立下戰功，成為後備炮兵部隊中的炮兵營的指揮。
1862年，他在戰場上運用了氣球作為通訊方式，功不可沒。冬天時的弗雷德里克斯堡之役時，亞歷山大深受隆史崔特的重用，在瑪莉高地後他的炮兵營把北軍打至幾近落花流水，奠下了南軍戰勝的基礎。
於錢斯勒斯維爾戰役中，亞歷山大再次以炮火阻擋敵軍的攻勢。 

#### 蓋茨堡戰役
在1863年的蓋茨堡之役中，隆史崔特被迫指揮難以取得成果的“皮克特衝鋒”，他要求亞歷山大的150門加農砲可以先把敵軍的陣地炸個稀爛，但因擔心北軍的反攻會太強，而且嚴重缺乏砲彈，他還未達到要求就促隆史崔特行動。結果12,500名南軍有近三分之一的兵員未能生還。

#### 內戰末年
當隆史崔特奉命到田納西州作戰時，亞歷山大一直跟隨著，其後返回維吉尼亞州參與彼得斯堡圍城戰，並與李將軍撤至阿波馬托克斯郡府(Appomattox Court House)。在投降前，亞歷山大曾建議李將軍以遊擊戰來繼續對抗北軍，因而被罵。

### 戰後
亞歷山大不再留戀他參軍前的夢想，於是到了南卡州的哥倫比亞的南卡羅萊那大學教書，亦寫了一些關於邦聯軍中生活的書。死於1910年4月28日。

## 外部連結
- http://www.us-civilwar.com/alexander.htm1%5B%5D